# Jacopo del Casentino

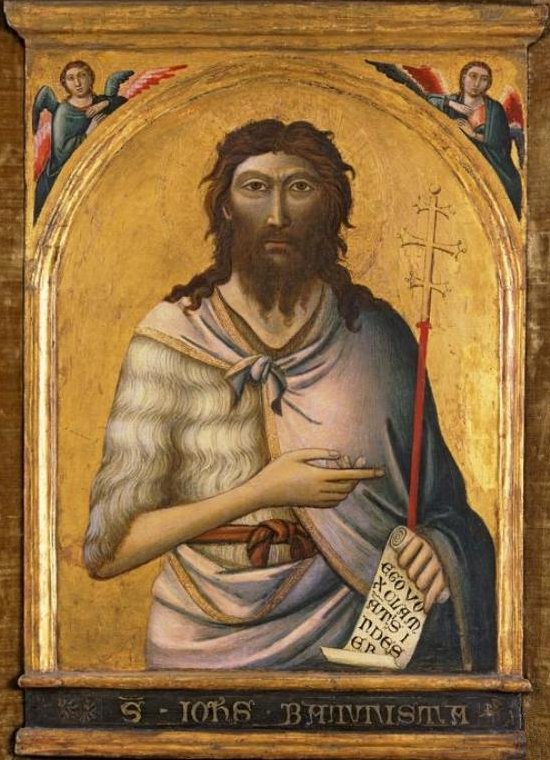
São João Batista, Museu de El Paso

Jacopo del Casentino (Florença, ca. 1297 - Pratovecchio, ca. 1358) foi um pintor italiano do século XIV, que trabalhava na Toscana. Também era conhecido como Jacopo di Casentino. Foi aluno do pintor Taddeo Gaddi. Em Florença, ajudou nas pinturas da Igreja de Orsanmichele e na Igreja de São Bartolomeu em Arezzo. 